# Zaranen
Zaranen (von wallachisch zara, deutsch Land), auch Birniken, bezeichnete in der bessarabischen Ständeordnung zur Zeit der Zugehörigkeit zu Russland im 19. Jahrhundert freie Ackerbauern, die den Bir – eine Kopfsteuer – zahlten und von den Erträgen ihres Bodens lebten. In der Ständeordnung waren sie die vorletzte Stufe vor den Brelaschen, also „Hofsleuten“ wie Mägden oder Knechten, oder Tagelöhnern.